# Jehudi Ashmun

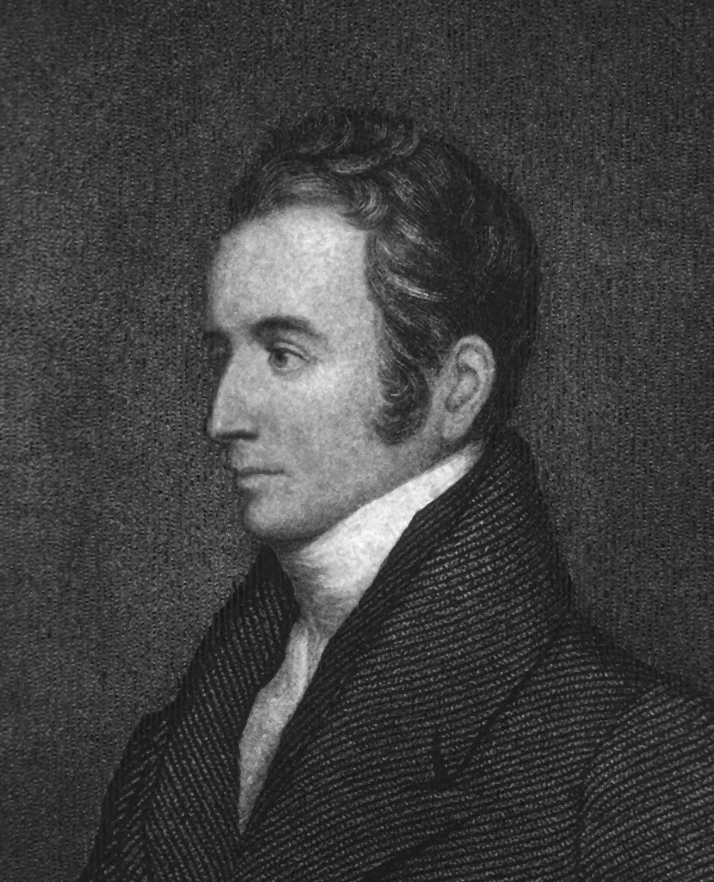
Retrato de Jehudi Ashmun.

Jehudi Ashmun (21 de abril de 1794 - 25 de agosto de 1828) fue un líder religioso y reformista social nacido en una granja cercana a Champlain, Nueva York. Se graduó de la Universidad de Vermont en 1816.
Después de trabajar dos años en una academia teológica de Maine, estando en Washington D. C. en 1820 oyó hablar por primera vez de la Sociedad Americana de Colonización (ACS, por sus siglas en inglés), una sociedad interesada en enviar afroamericanos libres a una colonia que sería fundada en África occidental. Ashmun se convertiría en un agente de aquella sociedad y promovería el asentamiento de personas de raza negra en Monrovia, Liberia. Creó un periódico llamado African Intelligencer para hacer público el programa de la ACS, aunque el diario no duraría mucho. Jehudi Asmun fue el representante de Estados Unidos en Liberia desde 1822, siendo enviado desde Baltimore a cargo de 37 afroamericanos que emigraban hacia África. Al llegar se encontró con una colonia de unos 120 habitantes, sin muchos recursos y bajo la amenaza de nativos hostiles. Después de asumir el control sin la autorización de la ACS, dirigió con éxito la fortificación y defensa del asentamiento.
A pesar de la muerte de su esposa —quien lo había acompañado en su viaje— a causa de la malaria y de haber sido afectado también en menor medida por la enfermedad, permaneció en África. Se enemistó con los pobladores nativos quienes se rebelaron y lo forzaron a retirarse temporalmente hacia Cabo Verde en 1824. Después de liberalizar el gobierno de la colonia, volvió a ganar el apoyo de los liberianos. Gobernó la colonia entre 1824 y 1828, expandiendo y fortificando Monrovia y consolidando el control político y comercial de Liberia en la zona. Durante los 6 años que pasó en África su salud no fue la mejor. En 1828 se trasladó a las Indias Occidentales y más tarde a los Estados Unidos con la esperanza de recobrar su salud. Sin embargo, el 25 de agosto de ese año moriría poco después de llegar a New Haven. Sus restos descansan en el Cementerio de Grove Street, en New Haven, Connecticut.
La Universidad Lincoln de Pensilvania fue originalmente establecida como el Instituto Ashmun en 1854 en honor a Jehudi Ashmun.